# Peter Németh
Pour les articles homonymes, voir Németh.
Peter Németh est un footballeur international slovaque né le 14 septembre 1972 à Bojnice, reconverti entraîneur depuis 2008.

## Carrière
- 1993-1996 : MFK Prievidza  Slovaquie
- 1996-1997 : MŠK Žilina  Slovaquie
- 1997-2000 : FK Inter Bratislava  Slovaquie
- 2000-2001 : Baník Ostrava  Tchéquie
- 2001-2002 : Eintracht Francfort  Allemagne
- 2002-2003 : Laugaricio Trenčín  Slovaquie
- 2003-2008 : Sportfreunde Siegen  Allemagne

## Palmarès
- Avec l'Inter Bratislava
  - Champion de Slovaquie en 2000
  - Vainqueur de la Coupe de Slovaquie en 2000

## Sélections
- 22 sélections et 3 buts avec  Slovaquie